# Tachir Kamaletdinov
Tachir Kamaletdinov är en sovjetisk kanotist.
Han tog bland annat VM-silver i C-1 10000 meter i samband med sprintvärldsmästerskapen i kanotsport 1985 i Mechelen.